# Pedro Infante Cruz
Pedro Infante Cruz (Mazatlán, 18 de novembre de 1917-Mèrida, 15 d'abril de 1957) va ser un actor i cantant mexicà. És considerat com un dels actors més recordats del cinema de Mèxic.
Per la seva actuació a la pel·lícula Tizoc (1956), va ser guanyador d'un Os de Plata a la millor interpretació masculina del Festival Internacional de Cinema de Berlín a Alemanya, en la categoria a «millor actor principal», i també va obtenir un premi Globus d'Or a la millor pel·lícula estrangera, que se li va ser atorgat per la premsa estrangera acreditada a Hollywood, Califòrnia, Estats Units.

## Biografia i carrera
Pedro Infante Cruz va néixer el 18 de novembre de 1917 al port de Mazatlán, Sinaloa. Els seus pares foren Delfino Infante García i Refugio Cruz Aranda. Als divuit anys d'edat, a Guamúchil, va ser per primera vegada, de la nena Guadalupe Infante López, a causa del romanç que sostenia amb Guadalupe López, la que va ser la seva primera núvia formal. Aquest romanç va ser revelat temps després de la seva mort. Posteriorment va conèixer a María Luisa León (10 anys major que ell), es van mudar amb el suport econòmic d'ella a Culiacán, després va convèncer a Pedro perquè es mudessin a Ciutat de Mèxic a la recerca de millors oportunitats pel talentós jove que ja a Sinaloa havia aconseguit reconeixement com a cantant. A Mèxic, el 19 de juny de 1939, Pedro i María Luisa es van casar.
A Culiacán va ser vocalista de diverses orquestres i es va presentar en la radiodifusora local XEBL. La seva esposa María Luisa León, va considerar que podia tenir futur i ho va impulsar perquè seguís la seva carrera de cantant a Ciutat de Mèxic. Per a 1938, ja cantava en la XEB; també es va presentar en el teatre Colonial amb Jesús Martínez Palillo i Las Kúkaras, així com en el centre nocturn Waikikí. El seu primer enregistrament musical, El soldado raso va ser realitzada el 19 de novembre de 1943, per al segell de Discos Peerless, encara que altres fonts diuen que la primera cançó que va gravar va ser el vals Mañana, que va passar sense pena ni glòria.
El seu primer paper actoral prenc lloc com a extra en la pel·lícula En un burro tres baturros (1939), i va participar en alguns altres films com a actor secundari. Va tenir el seu primer paper important en la pel·lícula La feria de las flores de l'any 1943.
El director cinematogràfic, Ismael Rodríguez, el va ajudar a fer que la seva carrera artística prengués un rumb més important en realitzar al costat d'ell les pel·lícules; Mexicanos al grito de guerra (1943), Escándalo de estrellas (1944), i Cuando lloran los valientes (1945). Més tard personificaria al personatge de Pepe el Toro en la trilogia de pel·lícules; Nosotros los pobres (1947), Ustedes los ricos (1948), i quatre anys després, Pepe el Toro (1952). Altres produccions seves van incloure;; Los tres García (1947), Vuelven los García (1947), Los tres huastecos (1948), Dicen que soy mujeriego (1949), El seminarista (1949), La mujer que yo perdí (1949), Sobre las olas (1950), A toda máquina (1951), ¿Qué te ha dado esa mujer? (1951), Ahí viene Martín Corona (1951), Los hijos de María Morales (1952), i Dos tipos de cuidado (1953).

## Accidents aeris i mort
Pedro Infante va ser un fanàtic de la aviació. Va acumular 2989 hores de vol com a pilot. Estava registrat amb el nom de rol de «Capitán Cruz». Previ a l'accident que li va costar la vida, ja havia tingut altres dos accidents aeris, el primer a la ciutat de Guasave, Sinaloa, on en intentar enlairar d'una pista improvisada l'avió no va poder guanyar altura i va anar de front contra un cultiu de blat de moro, d'aquest accident li va quedar una petita cicatriu a l'altura de la barbeta, la segona caiguda va ser prop de Zitácuaro, Michoacán, raó per la qual va haver d'implantar-se-li una placa de platí a part del crani.

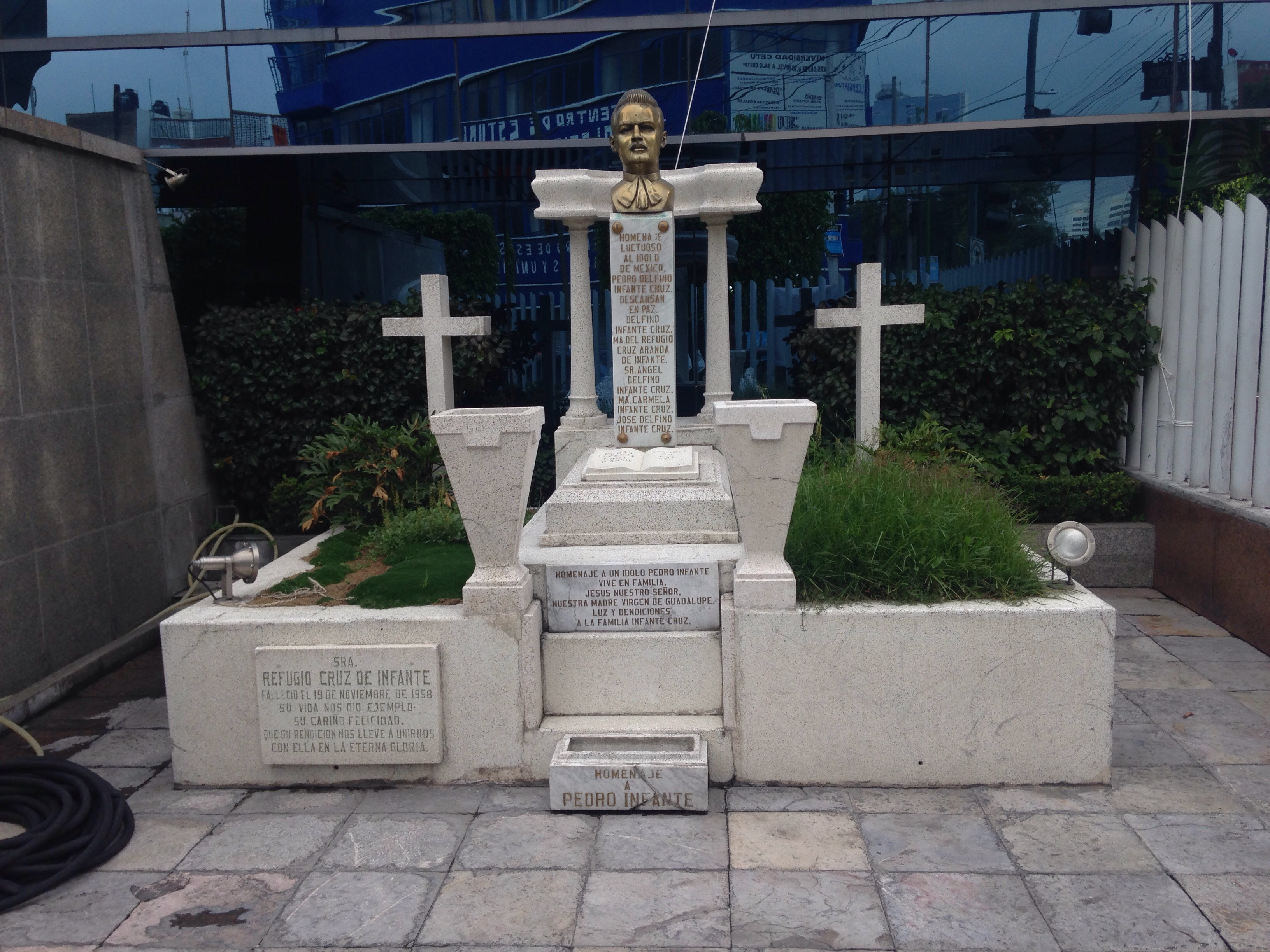
Rèplica de la tomba de Pedro Infante ubicada a les oficines del periòdic «El Sol de México».

El 15 d'abril de 1957, Pedro Infante piloteaba un C-87 Liberator Express de fabricació estatunidenca, matrícula XA KUN pertanyent a l'empresa TAMSA, de la qual era soci. Aquest model d'avió es derivava del B-24 Liberator, un bombarder de la Segona Guerra Mundial que es considerava ja obsolet per a ús militar però encara útil en aplicacions civils. No obstant això, les modificacions necessàries per a convertir-los en un transport civil feien que tinguessin dificultats per a elevar-se quan anaven molt carregats i van introduir un problema de inestabilitat longitudinal a causa de l'estret marge de variació del centre de gravetat ocasionat per la disposició i ancoratges originals de la badia de bombes, modificada i expandida per a formar el compartiment de càrrega. En altres paraules: exigien una estiba summament acurada de la càrrega, preferiblement amb un pes total de la mateixa inferior a la seva capacitat nominal. Aquests i altres problemes —com la pobra distribució dels conductes de combustible, que a més tendien a sofrir pèrdues i atordir als ocupants amb els seus vapors— van contribuir al fet que fos un avió perillós de difícil maneig i operació, temut per les seves tripulacions, que va sofrir 150 accidents amb pèrdua total de l'aeronau entre 1942 i 1964.
Poc després d'enlairar de l'aeroport de Mèrida acompanyat pel capità Víctor M. Vidal i el mecànic de vol Marciano Baptista, i després de tot just aconseguir uns 200 metres d'altura, el C-87 piloteado per Infant es va desplomar entre les 7.30 i les 8.00 hores en ple centre de la ciutat de Mérida, Yucatán, al sud-est de Mèxic. L'avió va impactar boca avall, la qual cosa suggereix una pèrdua total de control. La recerca de l'accident va determinar com a causa probable que "es va deure a un error de maniobra consistent a executar dos viratges cap al rumb de la Ciutat de Mèxic sense conformar-se a les especificacions de distància i procediments, i per sota de les altituds i velocitats indicades. Aquest error va ser agreujat per un probable corriment de càrrega a causa d'una estiba incorrecta."

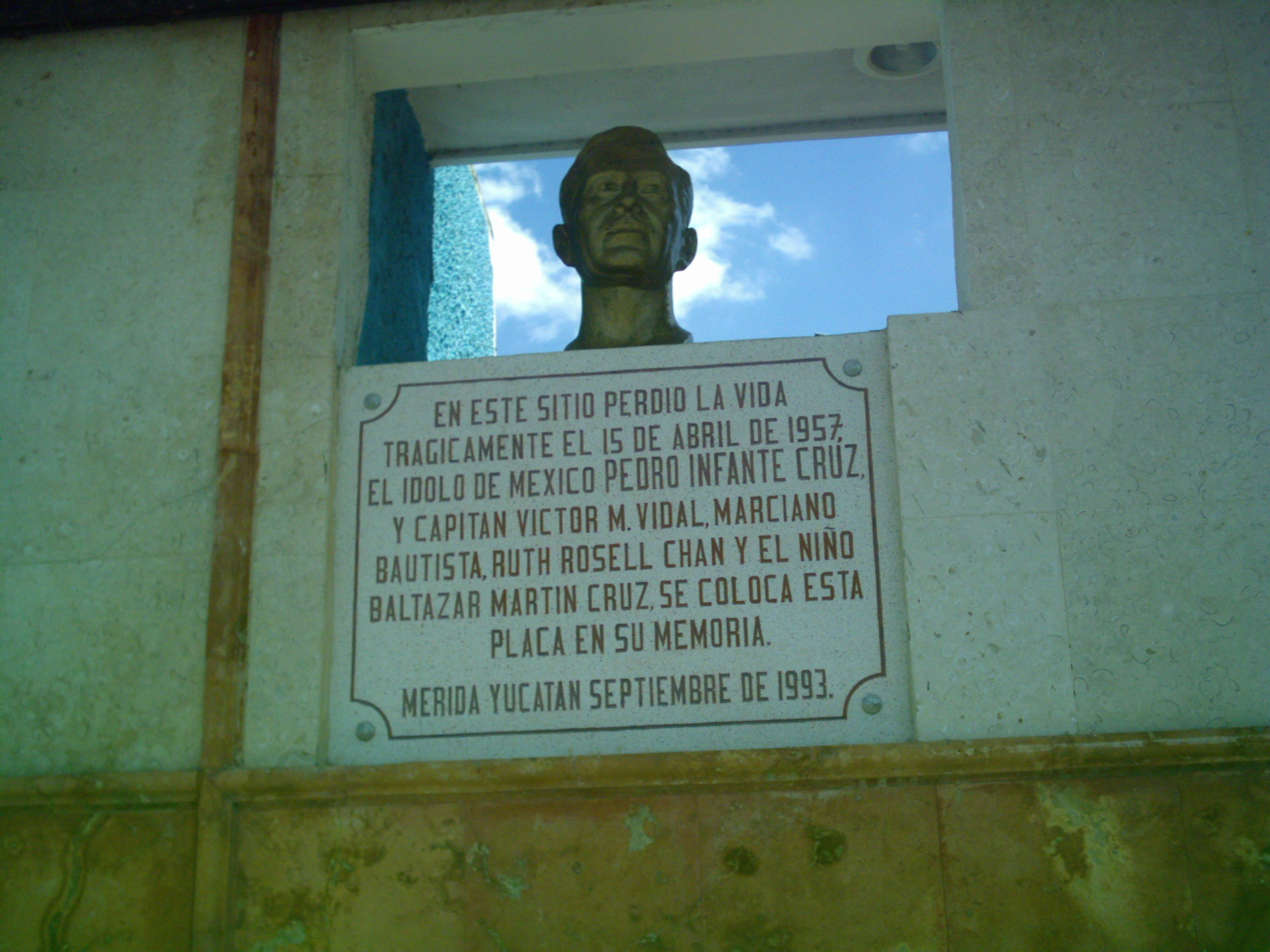
Bust en honor de Pedro Infante en el lloc de la seva defunció, on també es trobava un fragment de l'hèlix del seu avió. Mérida Yucatán.

L'avió va caure al pati del predi del carrer 54 Sud i 87 ("esquina La Socorrito", 20° 57′ 01.5″ N, 89° 37′ 21.5″ O / 20.950417°N,89.622639°O), on hi ha un bust commemoratiu; no obstant això, el seu monument es va erigir en l'encreuament del carrer 62 i 91, a la qual se'l va nomenar plaça Pedro Infante.

## Llegat
En 2010, el canal de cable History Channel va realitzar una enquesta per a designar a «El Gran Mexicà» d'entre diverses personalitats mexicanes dels últims 200 anys, resultant en segon lloc.
En 2019, el productor cinematogràfic, José "Pepe" Bojórquez, va dirigir la pel·lícula per a Netflix, Como caído del cielo (2019), la qual va ser feta com a homenatge a Pedro Infante i va ser personificat en el film per l'actor mexicà, Omar Chaparro.

## Filmografia
| No. | Any  | Estrena                | Pel·lícula                          | Personatge | Director                                        |
| --- | ---- | ---------------------- | ----------------------------------- | --- | ----------------------------------------------- |
| 61  | 1956 | 9 de maig de 1958      | Escuela de rateros                  | Víctor Valdés Raúl Cuesta Hernández                                                                                     | Rogelio A. González                             |
| 60  | 1956 | 23 d'octubre de 1957   | Tizoc                               | Tizoc | Ismael Rodríguez Ruelas                         |
| 59  | 1955 | 25 d'abril de 1957     | Pablo y Carolina                    | Pablo Garza | Mauricio de la Serna                            |
| 58  | 1955 | 20 de setembre de 1956 | El inocente                         | Cutberto Gaudáza Cruci                                                                                                  | Rogelio A. González                             |
| 57  | 1955 | 4 de juliol de 1956    | La tercera palabra                  | Pablo Saldaña | Julián Soler                                    |
| 56  | 1955 | 12 d'octubre de 1955   | Escuela de música                   | Javier Prado | Miguel Zacarías                                 |
| 55  | 1954 | 17 de maig de 1956     | Pueblo, canto y esperanza           | Lencho Jiménez | Rogelio A. González Alfredo B. Crevenna         |
| 54  | 1954 | 10 de febrer de 1956   | Los Gavilanes                       | Juan Menchaca | Vicente Oroná                                   |
| 53  | 1954 | 4 de maig de 1955      | La vida no vale nada                | Pablo Galván | Rogelio A. González                             |
| 52  | 1954 | 4 de gener de 1955     | Escuela de vagabundos               | José Alberto Medina | Rogelio A. González                             |
| 51  | 1954 | 8 de desembre de 1954  | Cuidado con el amor                 | Salvador Allende | Miguel Zacarías                                 |
| 50  | 1954 | 19 de novembre de 1954 | El mil amores                       | Bibiano Villarreal | Rogelio A. González                             |
| 49  | 1953 | 19 de novembre de 1953 | Gitana tenías que ser               | Pablo Mendoza | Rafael Baledón                                  |
| 48  | 1953 | 13 de novembre de 1953 | Reportaje                           | Edmundo Bernal | Emilio Fernández Romo                           |
| 47  | 1952 | 5 de novembre de 1953  | Dos tipos de cuidado                | Pedro Malo | Ismael Rodríguez Ruelas                         |
| 46  | 1952 | 1 d'octubre de 1953    | Ansiedad                            | Carlos Iturbe y Valdivia Gabriel Lara Rafael Lara                                                                       | Miguel Zacarías                                 |
| 45  | 1952 | 21 d'agost de 1953     | Pepe El Toro                        | Pepe El Toro | Ismael Rodríguez Ruelas                         |
| 44  | 1952 | 14 de maig de 1953     | Sí, mi vida                         | Intervenció musical | Fernando Méndez                                 |
| 43  | 1952 | 5 de març de 1953      | Había una vez un marido             | Intervenció musical | Fernando Méndez                                 |
| 42  | 1952 | 22 d'agost de 1952     | Ahora soy rico                      | Pedro González | Rogelio A. González                             |
| 41  | 1952 | 22 d'agost de 1952     | Un rincón cerca del cielo           | Pedro González | Rogelio A. González                             |
| 40  | 1952 | 15 d'agost de 1952     | Por ellas aunque mal paguen         | Intervenció musical | Juan Bustillo Oro                               |
| 39  | 1952 | 14 d'agost de 1952     | Los hijos de María Morales          | Pepe Morales | Fernando de Fuentes                             |
| 38  | 1951 | 5 de setembre de 1952  | El enamorado (Vuelve Martín Corona) | Martín Corona | Miguel Zacarías                                 |
| 37  | 1951 | 23 de maig de 1952     | Ahí viene Martín Corona             | Martín Corona | Miguel Zacarías                                 |
| 36  | 1951 | 1 de gener de 1952     | Necesito dinero                     | Manuel Murillo | Miguel Zacarías                                 |
| 35  | 1951 | 20 de desembre de 1951 | ¿Qué te ha dado esa mujer?          | Pedro Chávez Pérez | Ismael Rodríguez Ruelas                         |
| 34  | 1951 | 13 de setembre de 1951 | A.T.M. A toda máquina!              | Pedro Chávez Pérez | Ismael Rodríguez Ruelas                         |
| 33  | 1950 | 10 d'agost de 1951     | Las Islas Marías                    | Felipe Ortiz Suárez | Emilio Fernández Romo                           |
| 32  | 1950 | 13 de juliol de 1951   | Las mujeres de mi general           | General Juan Zepeda | Ismael Rodríguez Ruelas                         |
| 31  | 1950 | 26 de gener de 1951    | El gavilán pollero                  | José Inocencio Meléndez El Gavilán                                                                                      | Rogelio A. González                             |
| 30  | 1950 | 13 de setembre de 1950 | Sobre las olas                      | Juventino Rosas | Ismael Rodríguez Ruelas                         |
| 29  | 1950 | 1 de setembre de 1950  | También de dolor se canta           | Braulio Peláez | René Cardona                                    |
| 28  | 1949 | 18 de maig de 1950     | No desearás la mujer de tu hijo     | Silvano Treviño | Ismael Rodríguez Ruelas                         |
| 27  | 1949 | 24 de desembre de 1949 | La oveja negra                      | Silvano Treviño | Ismael Rodríguez Ruelas                         |
| 26  | 1949 | 2 de novembre de 1949  | El seminarista                      | Miguel Morales | Roberto Rodríguez                               |
| 25  | 1949 | 20 d'octubre de 1949   | La mujer que yo perdí               | Pedro Montaño | Roberto Rodríguez                               |
| 24  | 1948 | 14 d'abril de 1949     | Dicen que soy mujeriego             | Pedro Dosamantes | Roberto Rodríguez                               |
| 23  | 1948 | 31 de desembre de 1948 | Ustedes los ricos                   | Pepe El Toro | Ismael Rodríguez Ruelas                         |
| 22  | 1948 | 19 de novembre de 1948 | Angelitos negros                    | José Carlos Ruiz | Joselito Rodríguez                              |
| 21  | 1948 | 5 d'agost de 1948      | Los tres huastecos                  | Lorenzo Andrade Capitán Víctor Andrade Padre Juan de Dios Andrade                                                       | Ismael Rodríguez Ruelas                         |
| 20  | 1947 | 25 de març de 1948     | Cartas marcadas                     | Manuel | René Cardona                                    |
| 19  | 1947 | 25 de març de 1948     | Nosotros los pobres                 | Pedro Infante (Pepe El Toro), Blanca Estela Pavón (Celia "La Romántica) y Carmen Montejo ("La tísica")                  | Ismael Rodríguez Ruelas                         |
| 18  | 1947 | 6 de novembre de 1947  | Soy charro de Rancho Grande         | Pedro Infante (Antonio Aldana o Paco Aldama), Sofía Álvarez (Cristina) i Rene Cardona (Don Florencio)                   | Joaquín Pardavé                                 |
| 17  | 1947 | 13 d'agost de 1947     | La barca de oro                     | Pedro Infante (Lorenzo),Sofía Álvarez (Chabela Vargas) i Nelly Montiel (Graciela)                                       | Joaquín Pardavé                                 |
| 16  | 1946 | 15 d'agost de 1947     | Vuelven los García                  | Pedro Infante (Luis Antonio García), Sara García (Luisa García) i Marga López (Lupita)                                  | Ismael Rodríguez Ruelas                         |
| 15  | 1946 | 15 d'agost de 1947     | Los tres García                     | Pedro Infante (Luis Antonio García), Sara García (Luisa García) y Marga López (Lupita)                                  | Ismael Rodríguez Ruelas                         |
| 14  | 1946 | 26 de maig de 1947     | Si me han de matar mañana           | Pedro Infante (Ramiro del Campo), Sofía Álvarez (Lupe "La serrana") i Nelly Montiel (Fanny)                             | Miguel Zacarías                                 |
| 13  | 1945 | 8 de gener de 1947     | Cuando lloran los valientes         | Pedro Infante (Agapito Treviño Caballo Blanco), Blanca Estela Pavón (Cristina) i Virginia Serret (Chabela)              | Ismael Rodríguez Ruelas                         |
| 12  | 1944 | 1 de desembre de 1944  | Escándalo de estrellas              | Pedro Infante (Ricardo del Valle y Rosales), Blanca Amaro (Elena Silveira) i Carolina Barret (Lola Gutiérrez "la secre" | Ismael Rodríguez Ruelas                         |
| 11  | 1943 | 12 de febrer de 1944   | ¡Viva mi desgracia!                 | Pedro Infante (Ramón Pineda), María Antonieta Pons (Carolina) i Carolina Barret (Boticaria)                             | Roberto Rodríguez                               |
| 10  | 1943 | 21 d'octubre de 1943   | Cuando habla el corazón             | Pedro Infante (Miguel del Campo), María Luisa Zea (Cecilia) i Susana Cora (Ana)                                         | Juan José Segura                                |
| 09  | 1943 | 28 de setembre de 1943 | El ametralladora                    | Pedro Infante (Salvador Pérez Gómez El Ametralladora), Margarita Mora (Carmen Salas) i Nohemí Beltrán (Chachita)        | Aurelio Robles Castillo                         |
| 08  | 1943 | 16 de setembre de 1943 | Mexicanos al grito de guerra        | Pedro Infante (Tinent Luis Sandoval), Lina Montes (Esther Dubois) i Miguel Arenas (Conde Dubois)                        | Ismael Rodríguez Ruelas Álvaro Gálvez y Fuentes |
| 07  | 1943 | 9 de juliol de 1943    | Arriba las mujeres                  | Pedro Infante (Chuy), Consuelo Guerrero de Luna (Felicidad) y Virginia Zuri (Amalia)                                    | Carlos Orellana                                 |
| 06  | 1942 | 2 d'abril de 1943      | La razón de la culpa                | Pedro Infante (Roberto), Blanca del Castrejón (María de la Paz) i María Elena Márques (Blanca)                          | Juan José Ortega                                |
| 05  | 1942 | 8 d'octubre de 1942    | Jesusita en Chihuahua               | Pedro Infante (Valentín Terrazas), René Cardona (Felipe Gonzales) i Susana Guizar (Jesusita)                            | René Cardona                                    |
| 04  | 1942 | 1942                   | La feria de las flores              | Pedro Infante (segundo amigo), Antonio Badú (Valentín Mancera) i María Luisa Zea (san Juana González)                   | José Benavides, Jr.                             |
| 03  | 1940 | 1940                   | Puedes irte de mí                   | Director d’orquestra (curtmetratge)                                                                                     | José Benavides, Jr.                             |
| 02  | 1939 | 1939                   | El organillero                      | Organiller (curtmetratge)                                                                                               | José Benavides, Jr.                             |
| 01  | 1939 | 26 d'octubre de 1939   | En un burro tres baturros           | Extra | José Benavides, Jr.                             |

## Premis i reconeixements

### Premis Ariel
| Año  | Categoría | pel·lícula                  | Resultado |
| ---- | --------- | --------------------------- | --------- |
| 1947 | Actor     | Cuando lloran los valientes | Nominat   |
| 1948 | Actor     | Los tres huastecos          | Nominat   |
| 1949 | Actor     | La oveja negra              | Nominat   |
| 1952 | Actor     | Un rincón cerca del cielo   | Nominat   |
| 1953 | Actor     | Pepe el Toro                | Nominat   |
| 1955 | Actor     | La vida no vale nada        | Guanyador |
| 1957 | Actor     | Tizoc                       | Nominat   |

### Festival Internacional de Cinema de Berlín
| Any  | Categoria | pel·lícula | Resultat  |
| ---- | --------- | ---------- | --------- |
| 1957 | Actor     | Tizoc      | Guanyador |